# Таёжный (Богучанский район)
Таёжный — посёлок в Богучанском районе Красноярского края России, административный центр Таёжнинского сельсовета.

## География
Рядом протекает река Карабула и находится административно совместное с посёлком село Карабула. До районного центра — села Богучаны — 46 км.

## История
Основан в 1964 году

## Население
| 1989 | 2002  | 2010  |
| ---- | ----- | ----- |
| 6169 | ↘5693 | ↗6048 |

Национальный состав
Население русское, до 2000-х годов в посёлке проживало около 7000 человек, с началом строительства Богучанского алюминиевого завода население стремительно растёт.

## Образование
- МКОУ Таёжнинская школа № 7. Создана в 1966 г. Современное здание школы введено в эксплуатацию в 1976 г.;
- МКОУ Таёжнинская школа № 20. Образована 1 октября 2006 г.;
- коррекционная школа-интернат.
- МБУ ДО Таёжнинская ДШИ

## Экономика
Основной промысел — лесное и нефтяное хозяйство.

## Транспорт
В посёлке расположена железнодорожная станция Карабула, ежедневно курсирует пассажирский поезд по маршруту Красноярск — Карабула. Имеется автобусное сообщение с Красноярском, Богучанами, Кодинском. Посёлок является крупным пересадочным пунктом вахтовиков, следующих к месту работы в северные районы Красноярского края и обратно.